# Алексеев, Павел Петрович
Павел Петрович Алексеев (1822—1884) — протоиерей и педагог; профессор Дерптского университета.

## Биография
Родился в 1822 году в семье протоиерея Псковской епархии. В 1837—1843 годах учился в Псковской духовной семинарии,  в 1843—1847 — в Санкт-Петербургской духовной академии. После окончания академии был назначен преподавателем гражданской истории и греческого языка в Литовскую семинарию, но уже через месяц был переведён в Рижское духовное училище и вскоре назначен его ректором. Спустя два года, 23 августа 1850 года он был назначен в Дерптский университет профессором богословия, логики и опытной психологии для православных студентов. В том же году, 12 ноября был рукоположен во священника с причислением сверх штата к дерптской Успенской церкви, настоятелем которой был назначен в 1854 году (с возведением в сан протоиерея и назначением благочинным). При его активном участии было основано в Дерпте Русское благотворительное общество. 
Умер на службе 29 октября (10 ноября) 1884 года.
Им была составлена «Историческая записка о Дерптском православном Храме Успения пресвятой богородицы» (Дерпт: тип. Г. Лакмана).